# Figli della Sacra Famiglia
I Figli della Sacra Famiglia (in latino Filii Sacrae Familiare Iesu, Mariae et Ioseph, in spagnolo Hijos de la Sagrada Familia de Jesús, María y José) sono un istituto religioso maschile di diritto pontificio: i membri di questa congregazione clericale pospongono al loro nome la sigla S.F.

## Storia

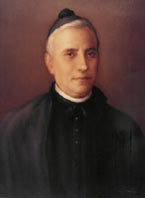
Josep Manyanet y Vives, fondatore della congregazione

La congregazione venne fondata a Tremp, in Catalogna, il 19 marzo 1864 dal sacerdote spagnolo Josep Manyanet y Vives (1833-1901). Il 2 febbraio 1870, con licenza del vescovo di Urgell José Caixal Estradé, Manyanet e i suoi primi compagni emisero la loro professione dei voti: la congregazione ebbe rapida diffusione e i padri assunsero la direzione di numerose scuole parrocchiali, soprattutto nei sobborghi operai di Barcellona.
Papa Leone XIII concesse ai Figli della Sacra Famiglia il decreto di lode il 30 aprile 1887; l'istituto ricevette l'approvazione definitiva della Santa Sede il 22 giugno 1901.
Tra i fini dei religiosi era la propagazione della devozione alla Famiglia di Nazareth: a istanza di Luis Tallada, successore di Manyanet alla guida della congregazione, il 26 ottobre 1921 papa Benedetto XV estese la festa liturgica della Sacra Famiglia alla Chiesa universale.
Il fondatore, beatificato nel 1984, venne proclamato santo da papa Giovanni Paolo II il 16 maggio 2004.

## Attività e diffusione
I Figli della Sacra Famiglia si dedicano all'istruzione della gioventù, al ministero sacerdotale e all'educazione cristiana delle famiglie.
Sono presenti in Spagna, in Italia e nelle Americhe (Argentina, Brasile, Colombia, Messico, Stati Uniti d'America, Venezuela): la sede generalizia è a Barcellona.
Al 31 dicembre 2005, la congregazione contava 43 case e 193 religiosi, 136 dei quali sacerdoti.
Della congregazione esiste anche il ramo femminile delle Missionarie Figlie della Sacra Famiglia di Nazareth.